# Linevitshia
Linevitshia är ett släkte av tvåvingar. Linevitshia ingår i familjen fjädermyggor.
Kladogram enligt Catalogue of Life:
| Linevitshia | \| \| Linevitshia prima \| \| \| \| \| \| Linevitshia yezoensis \| \| \| \| |
|             | \| \| Linevitshia prima \| \| \| \| \| \| Linevitshia yezoensis \| \| \| \| |
|             | Linevitshia prima                                                           |
|             |                                                                             |
|             | Linevitshia yezoensis                                                       |
|             |                                                                             |